# Es'hail 1
Es'hail 1, conosciuto anche come Eutelsat 25B/Es'hail 1, è un satellite per telecomunicazioni ed è il primo satellite del Qatar. 
Il satellite, con una massa al lancio di 6.300 Kg, è stato costruito dalla Space Systems/Loral nell'ambito di un progetto comune tra l'azienda francese Eutelsat e l’azienda qatariota Es'hailSat. Il satellite doveva essere utilizzato da entrambi gli operatori, pertanto è stato denominato Eutelsat 25B/Es'hail 1. Il lancio è stato effettuato il 29 agosto 2013 dal Centro spaziale guyanese con un razzo vettore Ariane 5. Il satellite, posto in orbita geostazionaria, assicura copertura al Medio Oriente, all'Asia centrale e al Nordafrica e ha una durata programmata di 15 anni.
Nel 2018 Eutelsat ha venduto la sua quota del satellite a Es'hailSat, che ne è diventata l'unica proprietaria.